# نیکولای کریوکوف
نیکولای کریوکوف (روسی: Николай Вячеславович Крюков؛ زادهٔ ۱۱ نوامبر ۱۹۷۸) ژیمناست هنری اهل روسیه بود.